# Aloe buchananii
Aloe buchananii är en grästrädsväxtart som beskrevs av John Gilbert Baker. Aloe buchananii ingår i släktet Aloe och familjen grästrädsväxter.
Artens utbredningsområde är Malawi. Inga underarter finns listade i Catalogue of Life.